# Mimi Webb

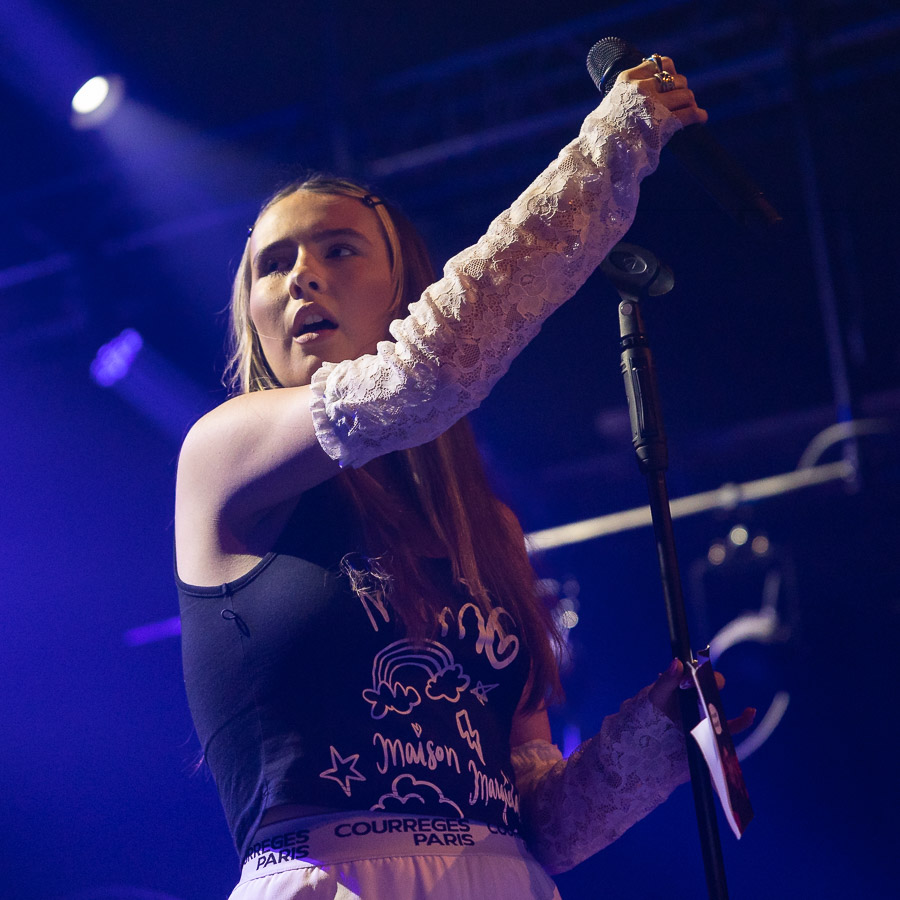
Mimi Webb im Parkteatret in Oslo (2022)

Mimi Webb (* 23. Juli 2000 in Canterbury) ist eine britische Popsängerin.

## Leben
Mimi Webb wuchs in Canterbury auf. Im Teenageralter lernte sie Gitarre und Klavier und komponierte erste Songs. Mit 16 Jahren zog sie nach Brighton um das Brighton Music College zu besuchen. Mit 18 Jahren unterschrieb sie bei Epic Records. Ihre Debütsingle Before I Go erschien 2020 und wurde unter anderem auf TikTok populär. Mit der Single Reasons konnte sie 2021 erstmals die UK-Charts erreichen, die nächste Single Good Without erreichte dann Platz 8 im Vereinigten Königreich.

## Diskografie

### Studioalben
| Jahr | Titel Musiklabel           | Höchstplatzierung, Gesamtwochen, AuszeichnungChartplatzierungen (Jahr, Titel, Musiklabel, Platzierungen, Wochen, Auszeichnungen, Anmerkungen) | Höchstplatzierung, Gesamtwochen, AuszeichnungChartplatzierungen (Jahr, Titel, Musiklabel, Platzierungen, Wochen, Auszeichnungen, Anmerkungen) | Anmerkungen                                           |
| Jahr | Titel Musiklabel           | CH | UK | Anmerkungen                                           |
| ---- | -------------------------- | --- | --- | ----------------------------------------------------- |
| 2023 | Amelia Epic Records (Sony) | CH86 (1 Wo.)CH | UK4 Silber · (8 Wo.)UK | Erstveröffentlichung: 3. März 2023 Verkäufe: + 60.000 |

### EPs
| Jahr | Titel                                          | Höchstplatzierung, Gesamtwochen, AuszeichnungChartplatzierungen (Jahr, Titel, Platzierungen, Wochen, Auszeichnungen, Anmerkungen) | Höchstplatzierung, Gesamtwochen, AuszeichnungChartplatzierungen (Jahr, Titel, Platzierungen, Wochen, Auszeichnungen, Anmerkungen) | Anmerkungen                                               |
| Jahr | Titel                                          | CH | UK | Anmerkungen                                               |
| ---- | ---------------------------------------------- | --- | --- | --------------------------------------------------------- |
| 2021 | Seven Shades of Heartbreak Epic Records (Sony) | CH94 (1 Wo.)CH | UK9 Silber · (4 Wo.)UK | Erstveröffentlichung: 22. Oktober 2021 Verkäufe: + 70.000 |

### Singles
| Jahr | Titel Album                             | Höchstplatzierung, Gesamtwochen, AuszeichnungChartplatzierungen (Jahr, Titel, Album, Platzierungen, Wochen, Auszeichnungen, Anmerkungen) | Höchstplatzierung, Gesamtwochen, AuszeichnungChartplatzierungen (Jahr, Titel, Album, Platzierungen, Wochen, Auszeichnungen, Anmerkungen) | Anmerkungen                                                  |
| Jahr | Titel Album                             | CH | UK | Anmerkungen                                                  |
| --- | --------------------------------------- | --- | --- | ------------------------------------------------------------ |
| 2021 | Reasons –                               | — | UK85 (1 Wo.)UK | Erstveröffentlichung: 22. Januar 2021                        |
| 2021 | Good Without Seven Shades of Heartbreak | CH89 Platin · (5 Wo.)CH | UK8 Platin · (26 Wo.)UK | Erstveröffentlichung: 26. März 2021 Verkäufe: + 860.000      |
| 2021 | Dumb Love Seven Shades of Heartbreak    | — | UK12 Gold · (13 Wo.)UK | Erstveröffentlichung: 11. Juni 2021 Verkäufe: + 540.000      |
| 2021 | 24/5 Seven Shades of Heartbreak         | — | UK25 Silber · (10 Wo.)UK | Erstveröffentlichung: 10. September 2021 Verkäufe: + 200.000 |
| 2022 | House on Fire Amelia                    | — | UK6 Platin · (26 Wo.)UK | Erstveröffentlichung: 18. Februar 2022 Verkäufe: + 645.000   |
| 2022 | Goodbye –                               | — | UK74 (1 Wo.)UK | Erstveröffentlichung: 26. Mai 2022                           |
| 2022 | Ghost of You Amelia                     | — | UK23 Silber · (15 Wo.)UK | Erstveröffentlichung: 7. Oktober 2022 Verkäufe: + 200.000    |
| 2023 | Red Flags Amelia                        | — | UK12 Gold · (17 Wo.)UK | Erstveröffentlichung: 13. Januar 2023 Verkäufe: + 400.000    |
| 2023 | Freezing Amelia                         | — | UK73 (2 Wo.)UK | Erstveröffentlichung: 3. März 2023                           |
| Folgende Lieder erschienen nicht als Single, wurden aber durch das Album zum Download und Streaming bereitgestellt und konnten somit eine Platzierung erlangen: |                                         | | |                                                              |
| |                                         | | |                                                              |
| 2021 | Halfway Seven Shades of Heartbreak      | — | UK54 (2 Wo.)UK | Charteinstieg: 4. November 2021                              |

Weitere Singles
- 2020: Before I Go
- 2020: I’ll Break My Heart Again

## Auszeichnungen für Musikverkäufe
| Goldene Schallplatte - Australien - 2022: für die Single Good Without - Belgien - 2022: für die Single Good Without - Dänemark - 2022: für die Single Good Without - 2025: für die Single House on Fire - Kanada - 2022: für die Single Good Without - Norwegen - 2022: für das Album Seven Shades of Heartbreak - 2022: für die Single Dumb Love - Schweden - 2023: für die Single Dumb Love - 2023: für die Single Good Without | Platin-Schallplatte - Australien - 2022: für die Single Dumb Love - Norwegen - 2022: für die Single Good Without |

Anmerkung: Auszeichnungen in Ländern aus den Charttabellen bzw. Chartboxen sind in ebendiesen zu finden.
| Land/RegionAuszeichnungen für Musikverkäufe (Land/Region, Auszeichnungen, Verkäufe, Quellen) | Silber     | Gold       | Platin     | Verkäufe  | Quellen              |
| -------------------------------------------------------------------------------------------- | ---------- | ---------- | ---------- | --------- | -------------------- |
| Australien (ARIA)                                                                            | —          | Gold1      | Platin1    | 105.000   | aria.com.au          |
| Belgien (BRMA)                                                                               | —          | Gold1      | —          | 20.000    | ultratop.be          |
| Dänemark (IFPI)                                                                              | —          | 2× Gold2   | —          | 90.000    | ifpi.dk              |
| Kanada (MC)                                                                                  | —          | Gold1      | —          | 40.000    | musiccanada.com      |
| Norwegen (IFPI)                                                                              | —          | 2× Gold2   | Platin1    | 100.000   | ifpi.no              |
| Schweden (IFPI)                                                                              | —          | 2× Gold2   | —          | 80.000    | sverigetopplistan.se |
| Schweiz (IFPI)                                                                               | —          | —          | Platin1    | 20.000    | hitparade.ch         |
| Vereinigtes Königreich (BPI)                                                                 | 4× Silber4 | 2× Gold2   | 2× Platin2 | 2.520.000 | bpi.co.uk            |
| Insgesamt                                                                                    | 4× Silber4 | 11× Gold11 | 5× Platin5 |           |                      |